# Team Galaxy
Team Galaxy är en animerad TV-serie skapad av franska Marathon Production.

## Handling
Team Galaxy handlar om tre vänner som går på Galaxy High, en elitskola som tränar eleverna till att utföra farliga uppdrag på avlägsna planeter. De tre vännerna är alla människor men på skolan finns även ett antal utomjordiska karaktärer, både elever och lärare. Yoko är en 15 år gammal wannabe-popsångare (hon kan inte sjunga en ton). Hon ser skolan som en början på hennes framgång och karriär, hon är en typisk tonårs flicka med stora drömmar. Hon har även obesvarade känslor för Josh. Josh är 16 år och har ett asiatsikt ursprung från Indien. Han är den mest charmiga och påflugna typen. Han har väldigt svårt med skolarbeten och får alltid Brett att göra dem. Hans största svaghet är vatten, efter sin barndom då han tappade sina badbyxor. Senare i serien kommer han över sin rädsla. Han tycker att han är en professionell ledare för teamet och han är en riktig charmör. Brett är ett 10-årigt geni, som älskar att analysera DNA och andra ämnen. Eftersom han är 10 år blir han oftast kallad för ett barn (vilket han ogillar). Han har över 200 i IQ.